# العلاقات السعودية الرومانية
العلاقات السعودية الرومانية هي العلاقات الخارجية والاقتصادية والثقافية بين رومانيا و المملكة العربية السعودية. رومانيا لديها سفارة في مدينة الرياض وقنصلية فخرية في جدة. المملكة العربية السعودية لديها سفارة في بوخارست.

## التبادلات الرسمية
منذ الثورة الرومانية عام 1989، انخرط البلدان بشكل روتيني في التبادلات الدبلوماسية الودية. في أكتوبر 1999، استقبل رئيس الوزراء الروماني رادو فاسيلي وفداً من مجلس الشورى في المملكة العربية السعودية، برئاسة رئيس المجلس الشيخ محمد بن إبراهيم بن عثمان بن جبير. اقترح جبير تطوير اتفاقيات للتعاون التجاري والاقتصادي والفني والثقافي والرياضي، وخاصة التعاون في قطاع النفط.
في مارس 2000، التقى وزير الدولة الروماني للشؤون الخارجية ميهاي رزفان أنغورينو مع النائب الأول لوزير الخارجية السعودي نزار بن عبيد مدني. صرح مدني للصحفيين بعد الاجتماع أن الهدف الرئيسي من زيارته هو البحث عن سبل لتنويع وتوطيد العلاقات السعودية الرومانية. في أبريل 2000، التقى الملك فهد بن عبد العزيز بنائب رئيس الوزراء ووزير الخارجية الروماني بيتر رومان. كما التقى بيتر رومان بوزير الخارجية السعودي سعود الفيصل وولي العهد الأمير عبد الله، الأمين العام لمجلس التعاون الخليجي آنذاك، وتمت مناقشة تطوير تعاون اقتصادي أكبر بين البلدين. في مايو 2000، زار رئيس مجلس الشيوخ الروماني ميرسيا أيونسكو كوينتوس، المملكة العربية السعودية بدعوة من الشيخ محمد بن إبراهيم الجبير رئيس مجلس الشورى السعودي.
في مارس 2003، وقع رئيس غرفة التجارة والصناعة الرومانية جورج كوجوكارو ونائب رئيس غرفة التجارة والصناعة في الرياض بالمملكة العربية السعودية عبد العزيز الأثيل مذكرة حول إنشاء المجلس الاقتصادي الروماني السعودي.
منذ عام 2006، أصبحت العلاقات وثيقة أكثر، مع تقدم ملموس في حجم التجارة والاستثمارات. في نوفمبر 2006، قام الدكتور هاشم عبد الله يماني وزير التجارة والصناعة السعودي، بزيارة إلى بوخارست، حيث تمت مناقشة إطار أوسع للتعاون الاقتصادي. خلال الاجتماع، قال نائب رئيس مجلس الوزراء الروماني بوجدان باسكو إن المملكة العربية السعودية شريك اقتصادي مهم ورومانيا مهتمة بتطوير العلاقات الاقتصادية القائمة بين الدولتين. وفي شهر نوفمبر أيضا، قدم الروماني الدكتور أيون دوبريسي أوراق اعتماده إلى وزير الخارجية الأمير سعود الفيصل في الرياض، وقال إن بوخارست تسعى إلى تعزيز التعاون الاقتصادي والفني والعلمي والثقافي مع المملكة العربية السعودية، وتدرس إمكانية التعاون في قطاع النفط والبتروكيماويات. قامت بعثة اقتصادية رومانية بزيارة للمملكة العربية السعودية والبحرين في نوفمبر 2007، للاجتماع مع غرف التجارة والصناعة في جدة والرياض والدمام والبحرين.

## التجارة والاستثمار
اعتبارا من عام 2005، كان إجمالي حجم التبادلات التجارية بين السعودية ورومانيا منخفضا نسبيا، حيث بلغ 200 مليون دولار أمريكي سنويا. على الرغم من أنها دولة مُنتجة للنفط، إلا أن رومانيا تستورد النفط من المملكة العربية السعودية. تشمل الصادرات من رومانيا إلى المملكة العربية السعودية منتجات الصلب والألمنيوم المستخدمة في صناعة النفط.
في مايو 2007، قال السفير الروماني لدى المملكة العربية السعودية أن المُستثمرين السعوديين قد قاموا باستثمارات في رومانيا بلغ مجموعها 2.2 مليار دولار حتى الآن. على سبيل المثال، في عام 2001، تم الإبلاغ عن أن مجموعة أميانتيت العربية السعودية تخطط لاستثمار ما لا يقل عن 54 مليون يورو في وحدات إنتاج الأنابيب الحالية في رومانيا، وأن قيمة ما تُنتجه المجموعة في رومانيا سترتفع إلى 109 مليون يورو سنويا. مثال آخر هو الاستحواذ على حصة الأغلبية في شركة إلكتروبوتيري المملوكة للدولة في رومانيا عام 2007 من قبل شركة تابعة لمجموعة مدى السعودية، حيث اشترت حصة كبيرة في الشركة المصنعة الرومانية لمحركات القطارات والمولدات والمحولات الكهربائية مقابل 174 مليون دولار، وتعتزم الاستثمار بمبلغ مليار دولار لتحديث الشركة. تشارك مدى في مشروع السكك الحديدية الرئيسي في المملكة العربية السعودية، وتخطط لاستخدام المحركات التي تُنتجها الشركة. تم الانتهاء من صفقة إلكتروبوتيري في نوفمبر 2007.  وفي عام 2007 أيضا، كانت مجموعة الزامل السعودية تدرس الاستثمار في مشاريع الصلب والأنابيب في رومانيا، كما تم تطوير مشروع سكني كبير أُنشئت 25,000 وحدة في رومانيا بواسطة مشروع سعودي روماني مشترك. في عام 2008، اشترت شركة سعودي أوجيه شركة الاتصالات الخلوية الرومانية زاب موبيل. يعمل عدد كبير من العمال الرومانيين، وخاصة المهندسين، في صناعة النفط والبناء في المملكة العربية السعودية.

## مقارنة بين البلدين
هذه مقارنة عامة ومرجعية للدولتين:
| وجه المقارنة                                              | رومانيا                                                                               | السعودية        |
| --------------------------------------------------------- | ------------------------------------------------------------------------------------- | --------------- |
| المساحة (كم2)                                             | 238.40 ألف                                                                            | 2.25 مليون      |
| عدد السكان (نسمة)                                         | 19.59 مليون                                                                           | 33.00 مليون     |
| الكثافة السكانية (ن./كم²)                                 | 82.17                                                                                 | 14.67           |
| العاصمة                                                   | بوخارست                                                                               | الرياض، الدرعية |
| اللغة الرسمية                                             | اللغة الرومانية                                                                       | اللغة العربية   |
| العملة                                                    | ليو روماني                                                                            | ريال سعودي      |
| الناتج المحلي الإجمالي (بليون دولار)                      | 211.80 مليار                                                                          | 769,878 مليار   |
| الناتج المحلي الإجمالي (تعادل القوة الشرائية) بليون دولار | 465.56 مليار                                                                          | 1,796,205 مليون |
| الناتج المحلي الإجمالي الاسمي للفرد دولار أمريكي          | 9.47 ألف                                                                              | 20.139 ألف      |
| الناتج المحلي الإجمالي للفرد دولار أمريكي                 | 23.63 ألف                                                                             | 31,245 ألف      |
| مؤشر التنمية البشرية                                      | 0.793                                                                                 | 0.837           |
| رمز المكالمات الدولي                                      | +40                                                                                   | +966            |
| رمز الإنترنت                                              | .ro                                                                                   | .sa             |
| المنطقة الزمنية                                           | ت ع م+02:00، ت ع م+03:00، أوروبا/بوخارست ‏، توقيت شرق أوروبا، توقيت شرق أوروبا الصيفي ‏ | ت ع م+03:00     |